# Mikroregion Itapetinga

Mikroregion Itapetinga

Mikroregion Itapetinga – mikroregion w brazylijskim stanie Bahia należący do mezoregionu Centro-Sul Baianoo. Ma powierzchnię 9.546,20330 km²

## Gminy
- Encruzilhada
- Itambé
- Itapetinga
- Itarantim
- Itororó
- Macarani
- Maiquinique
- Potiraguá
- Ribeirão do Largo